# Refugiats de la guerra civil siriana
Els refugiats de la guerra civil siriana o refugiats sirians són els civils que han marxat buscant asil a causa de l'escalada de violència en la guerra civil a Síria des del 2011. S'han refugiat en països veïns, com Jordània, Líban, Turquia, Iraq i el Kurdistan del Sud.